# مقتل أوزكه جان أصلان
أوزكه جان أصلان (بالتركية: Özgecan Aslan) هي طالبة جامعية تركية (22 أكتوبر 1995 - 11 فبراير 2015)، قُتلت في 11 فبراير 2015 أثناء مقاومتها لمحاولة اغتصاب، في حافلة صغيرة في مرسين، وتم اكتشاف جثتها في 13 فبراير. أدت هذه الحادثة إلى غضب وطني واحتجاجات في جميع أنحاء البلاد في الأيام التالية للحادثة.

## نبذة
كانت أوزكه جان أصلان طالبة في السنة الأولى في قسم علم النفس، بكلية العلوم والآداب، بجامعة جاغ الواقعة في طرسوس. ولدت أصلان في مرسين ونشأت فيها، وكانت تحلم بدراسة علم النفس، وقد دعمها والديها لتحقيق حلمها، وعملت والدتها لتأمين مصاريف دراستها على الرغم من حصولها على بعثة دراسية تغطي نصف التكاليف. كما أنها كانت تخطط للعمل في أحد الفنادق في قبرص الشمالية في فترة الصيف لتساعدها في رسومها الدراسية كذلك.
بالنسبة لوالد الجاني المتهم «نجم الدين»، والذي ادعى بأنه قد ساعده، فينحدر من عائلة ثرية في طرسوس وكان تاجر مجوهرات، إلا أنه أفلس وقرر البدء بالعمل مع ابنه «صبحي» البالغ من العمر 26 عاماً، على أن يكون سائقاً لحافلة صغيرة. كما أن عليه سجلات سابقة في التهريب.

## الجريمة والبحث
في يوم الجريمة ذهبت أصلان مع صديقتها لأحد مراكز التسوق. لاحقاً وبعد أن تناولا الغداء اتجهتا إلى الحافلة التي تقلهما إلى المنزل، وفي الطريق نزلت صديقتها بعد أن وصلت إلى منطقتها تاركة أصلان بمفردها في الحافلة. بعد أن حلّ الظلام وتأخرت أصلان في العودة إلى المنزل، تم الإبلاغ عنها بأنها مفقودة. في تلك الأثناء تم إيقاف سائق الحافلة من قبل شرطي في نقطة تفتيش ليسأله عن وجهته، ولكنه لاحقاً بدلاً من أن يتجه تبعاً للوصف فقد حوّل وجهته إلى غابة. اشتبه الشرطي في الأمر وطلب منه التوقف ليجد آثار دماء، ولكن السائق علل سبب وجودها لعراك نشب بين بعض مستقلي الحافلة. بعد تحقيق بسيط تم إطلاق سراح المشتبه بهم.
بعد أن ورد تقرير يفيد بأن الفتاة أصلان مفقودة، عمل الشرطة على البحث عن تلك الحافلة الصغيرة مرة أخرى. لاحقاً عُثِر على الحافلة والقبض على اثنين من المتهمين، كما عُثِر على قبعة أصلان في الحافلة والتي تم التعرف عليها من قِبل والدها. في وقت لاحق اعترف المشتبه بهما بالجريمة، وبدأ البحث عن المتهم الثالث.
وقد روى الجاني «صبحي» بأنه قد اختطف أصلان إلى منطقة غابية والتي تعرف باسم «جِن دره سي»، في قرية «جامالان» التابعة لمنطقة طرسوس، بعد أن نزل جميع ركاب الحافلة وبقائها وحيدة، بهدف اغتصابها. وفقا لتقارير إخبارية، فقد حاول سائق الحافلة اغتصاب أصلان، لكنها قاومته باستخدام رذاذ الفلفل.، وأثناء مقاومة الضحية أقدم على طعنها، وضربها بقضيب معدني على رأسها حيث فارقت الحياة. بعد ذلك ذهب ليستعين بوالده «نجم الدين»، وصديقه «فاتح»، لمحو آثار الجريمة، وقد عملوا على مساعدته، حيث قاموا بإحراق الجثة، وقطعوا يديها بهدف محو أي أثر محتمل للحمض النووي لمرتكب الجريمة.